# شيجيرو تاكاهاشي
شيجيرو تاكاهاشي (باليابانية: (高橋 茂)، هو لاعب كرة قدم ياباني سابق كان يلعب كمهاجم. سبق له أن لعب مع منتخب اليابان.

## وصلات خارجية
- شيجيرو تاكاهاشي على موقع ناشيونال فوتبول تيمز (الإنجليزية)

- National Football Teams
- Japan National Football Team Database